# Erfindernennung
Erfindernennung ist die Namensnennung des Erfinders oder – bei mehreren – der Erfinder auf der veröffentlichten Patentanmeldung (so genannte Offenlegungsschrift), auf der Patentschrift und in der Veröffentlichung der Erteilung des Patents.

## Gesetzliche Grundlagen
Gesetzliche Grundlage der Erfindernennung ist § 63 Abs. 1 Satz 1 PatG. Nach dieser Vorschrift ist "auf der Offenlegungsschrift (§ 32 Abs. 2 PatG), auf der Patentschrift (§ 32 Abs. 3 PatG) sowie in der Veröffentlichung der Erteilung des Patents (§ 58 Abs. 1 PatG)... der Erfinder zu nennen, sofern er bereits benannt worden ist". Bei der vorerwähnten Benennung des Erfinders, die von der Erfindernennung streng zu unterscheiden ist, handelt es sich um eine obligatorische Erklärung, die vom Patentanmelder im Patenterteilungsverfahren vor dem Deutschen Patent- und Markenamt (DPMA) abzugeben ist, § 37 Abs. 1 Satz 1 PatG. Allerdings ist die Erfinderbenennung die Voraussetzung dafür, dass eine Nennung des Erfinders in den öffentlichen Bekanntmachungen des DPMA (siehe oben) stattfinden kann, weil die Erfindernennung logischerweise ohne eine entsprechende Kenntnis des DPMA von der Person des Erfinders (oder der Erfinder) nicht möglich wäre. Die Erfindernennung ist in dem beim DPMA geführten Register (§ 30 Abs. 1 PatG), der so genannten Rolle, zu vermerken, § 63 Abs. 1 Satz 2 PatG.

## Geschichte
Bis zum Jahre 1936 war eine Nennung des Erfinders in den öffentlichen Bekanntmachungen des DPMA gesetzlich nicht geregelt. Lediglich im Verwaltungswege war eine Anordnung möglich, den Erfinder auf der Patentschrift zu nennen. Erst nach der Vorgabe durch Art. 4ter Pariser Verbandsübereinkunft zum Schutz des gewerblichen Eigentums (PVÜ) in der Londoner Fassung von 1934, der bestimmte, der Erfinder habe ein Recht darauf, als solcher auf der Patentschrift genannt zu werden, hat das Recht auf Erfindernennung Eingang in das deutsche Patentgesetz von 1936 gefunden.

## Rechtsnatur
Das Recht auf Erfindernennung ist Teil des Rechts an der Erfindung, das sowohl ein Vermögensrecht als auch persönlichkeitsrechtlicher Natur ist. Die sog. Erfinderehre ist ein höchstpersönliches Recht im Sinne von § 823 Abs. 1 Bürgerliches Gesetzbuch (BGB) und entsteht allein aufgrund der Tatsache des Erfindens oder Miterfindens. Das bedeutet, dass es weder verzichtbar noch übertragbar noch pfändbar ist und nur vom Erfinder selbst, nicht aber von einem Dritten gerichtlich geltend gemacht werden kann. Zwar kann der Erfinder auf seine Nennung nicht verzichten. Ein Verzicht auf Erfindernennung wäre gemäß § 63 Abs. 1 Satz 5 PatG "ohne rechtliche Wirksamkeit". Jedoch ist es dem Erfinder möglich, seine Nichtnennung "zu beantragen", woraufhin die Erfindernennung unterbleibt, § 63 Abs. 1 Satz 3 PatG. Gemäß § 63 Abs. 1 Satz 4 PatG kann "der Antrag... jederzeit widerrufen werden; im Falle des Widerrufs wird die Nennung nachträglich vorgenommen".

## Ansprüche des Erfinders

### Ansprüche aus § 63 Abs. 2 PatG
Sofern die Person des Erfinders unrichtig angegeben ist, hat der Erfinder gemäß § 63 Abs. 2 Satz 1 PatG gegenüber dem Patentsucher (Patentanmelder) oder – im Falle eines bereits erteilten Patents – gegenüber dem Patentinhaber den Anspruch, "die Zustimmung dazu zu erklären, dass die... Nennung berichtigt... wird". Das Entsprechende gilt, wenn der Erfinder überhaupt nicht genannt ist. Die Zustimmungserklärung muss in diesem Fall auf die Nachholung der Erfindernennung gerichtet sein. Die Zustimmungserklärung kann vom Erfinder eingeklagt werden und ist unwiderruflich, § 63 Abs. 2 Satz 2 und 3 PatG. Zu beachten ist, dass § 63 Abs. 2 PatG davon ausgeht, dass eine Verletzung des Rechts auf Erfindernennung erst mit der Offenlegung der Patentanmeldung in Betracht kommt, so dass die Vorschrift den Berichtigungsanspruch erst ab dem Offenlegungszeitpunkt gewährt. Allerdings steht dem Erfinder schon vor diesem Zeitpunkt ein Anspruch auf Berichtigung der durch § 37 Abs. 1 PatG vorgeschriebenen Erfinderbenennung zu. Es handelt sich hier um einen vorbeugenden Anspruch aus Persönlichkeitsrecht.

### Anspruch aus § 823 Abs. 1 BGB
Gemäß § 823 Abs. 1 BGB ist derjenige, der "vorsätzlich oder fahrlässig... ein sonstiges Recht eines anderen widerrechtlich verletzt,... dem anderen zum Ersatz des daraus entstehenden Schadens verpflichtet". Der Inhaber eines "sonstigen Rechts" hat somit gegen den schuldhaften Verletzer dieses Rechts einen Schadensersatzanspruch, sofern die Verletzungshandlung rechtswidrig ist. Allgemeine Persönlichkeitsrechte sind als "sonstiges Recht i. S. v. § 823 Abs. 1 BGB anerkannt. Da es sich, wie oben dargelegt, bei dem Recht auf Erfindernennung um ein allgemeines Persönlichkeitsrecht handelt, ist somit bei Nichtnennung, nicht rechtzeitiger oder fehlerhafter Nennung der objektive Tatbestand des § 823 Abs. 1 BGB erfüllt. Die geforderte Widerrechtlichkeit (Rechtswidrigkeit) ist gegeben, wenn der Verletzer keinen Rechtfertigungsgrund geltend machen kann. In subjektiver Hinsicht muss Vorsatz oder Fahrlässigkeit des Verletzers vorliegen.

## Europäisches Patentrecht
Die Vorschriften über die Erfindernennung im europäischen Patentrecht ähneln teilweise der oben beschriebenen Regelung im deutschen Patentrecht, stimmen aber nicht in allen Punkten mit letzterer überein. So bestimmt Regel 20 Abs. 1 AusfOEPÜ, dass der dem Europäischen Patentamt benannte Erfinder "auf der veröffentlichten europäischen Patentanmeldung und auf der europäischen Patentschrift vermerkt" wird, "sofern er dem Europäischen Patentamt gegenüber nicht schriftlich auf das Recht verzichtet hat, als Erfinder bekannt gemacht zu werden". Regel 20 AusfOEPÜ entspricht weitgehend § 63 Abs. 1 PatG. Allerdings lässt sie ausdrücklich einen Verzicht des Erfinders auf Nennung zu, der nach deutschem Patentrecht "ohne rechtliche Wirksamkeit" wäre, § 63 Abs. 1 Satz 5 PatG.  Art. 62 EPÜ gewährt dem Erfinder "gegenüber dem Anmelder oder Inhaber des europäischen Patents das Recht, vor dem Europäischen Patentamt als Erfinder genannt zu werden". Regel 21 Abs. 1 Satz 1 AusfOEPÜ bestimmt, dass "eine unrichtige Erfindernennung... auf Antrag und nur mit Zustimmung des zu Unrecht als Erfinder Genannten und, wenn der Antrag von einem Dritten eingereicht wird, mit Zustimmung des Anmelders oder Patentinhabers berichtigt" wird. "Ist eine unrichtige Erfindernennung in das Europäische Patentregister eingetragen, oder im Europäischen Patentblatt bekannt gemacht worden, so wird auch deren Berichtigung oder Löschung darin eingetragen oder bekannt gemacht",  Regel 21 Abs. 2 AusfOEPÜ.

## Wirtschaftspolitische Bedeutung
Die Nennung seiner Person als Erfinder in den öffentlichen Bekanntmachungen des DPMA (wie auch des EPA und – gegebenenfalls – der Patentämter weiterer Staaten) bedeutet für den Erfinder eine öffentliche Verkörperung seiner Erfinderehre. Sie wird ihn deshalb in vielen Fällen zu weiterer kreativer Tätigkeit motivieren. Wenn man bedenkt, dass ca. 90 % aller Erfindungen von in Unternehmen abhängig beschäftigten Arbeitnehmern stammen – Greipl/Täger beziffern den Anteil der Arbeitnehmererfindungen sogar auf 94 % –, kann die wirtschaftspolitische Bedeutung der Erfindernennung gar nicht hoch genug veranschlagt werden.

## Weblink
- Erfinderbenennung auf wirtschaftslexikon.gabler.de